# こんのゆり
こんの ゆり（9月21日 - ）は、日本の女性声優。岩手県出身。以前はムーブマンに所属していた。

## 主な出演作品

### 吹き替え
- クリミナル・マイインド2 FBI行動分析課 #6
- シークレット・アイドル ハンナ・モンタナ（サラ）
- TUBE（日曜洋画劇場版）
- LOST シーズン3（#54 少年）

### テレビアニメ
- 獣神演武 HERO TALES（#17 子供）
- スティッチ!（ジュン）
- スティッチ! 〜いたずらエイリアンの大冒険〜（ジュン）
- BLEACH（女の子）

### ナレーション
- 大人の脳ドリル「体操ウォーキング」
- クリクリクリック
- けんたろうとミクのワイワイキッズ
- こどもちゃれんじ「キッズマナー」
- 日曜スペシャル
- 光ファイバー王様メンバーズクラブ
- リトルロボットDVD

### キャラクター
- モンすたージオ（ききまる）

### CM
- 冒険遊記プラスターワールド